# William Brodleck Herms
Pour les articles homonymes, voir Herms.
William Brodleck Herms est un entomologiste américain, né le 22 septembre 1876 à Portsmouth et mort le 9 mai 1949.
Il est le fils de Carl Julius Herman et de Rosa Emma née Brodbeck. Il obtient son Bachelor of Sciences au Baldwin-Wallace College en 1902. Il poursuit ses études à la Western Reserve Université en 1905, puis à Harvard de 1907 à 1908. Il obtient son Master of Arts à l’université d’État de l’Ohio en 1906.
Herms se marie avec Lillie Carrie Magly le 14 juin 1902 dont il aura trois enfants. De 1902 à 1905, il enseigne l’économie domestique au Baldwin-Wallace College, puis est instructeur en biologie en 1904-1905. Il enseigne la zoologie à l’université d’État de l’Ohio de 1905 à 1906.
Il dirige, en 1906-1907, le département de zoologie de l’université Wesleyan de l’Ohio, puis est membre du département de zoologie d’Harvard en 1907-1908. En 1908, il devient professeur-assistant en parasitologie à l’université de Californie à Berkeley, puis professeur-associé en 1915, puis professeur en 1920 et quitte ses fonctions comme professeur émérite en 1946. Il reçoit un Doctorat of Sciences en 1935.
Il participe à de nombreuses commissions notamment en relation avec le paludisme en Californie (1910-1913). Membre de diverses sociétés savantes, il dirige ainsi l’American Association of Economic Entomologists en 1928, l’American Society of Parasitologists en 1936, l’Entomological Society of America en 1941, etc.
Herms est notamment l’auteur de Malaria, Cause and Control (1913), Laboratory Guide to the Study of Parasitology (1913), Textbook in Medical and Veterinary Entomology (1915, qui est plusieurs fois réédité), etc.